# گسل ایندس
گسل ایندس با درازای بیش از ۷۰ کیلومتر، یکی از گسل‌های بنیادی گستره ساوه است که مرز میان بلندی‌های جنوب‌غربی ساوه و دشت ساوه را می‌سازد. این گسل که با راستای خم‌دار شمال‌غربی–جنوب‌شرقی از ۱۸ کیلومتری جنوب‌غربی شهر ساوه می‌گذرد؛ یک گسل تنها نیست، بلکه از چند گسل موازی یکدیگر تشکیل شده‌است.

## لرزه‌خیزی
گسل ایندس سبب زایش و فرونشست دشت ساوه شده و در بخش‌هایی از درازای خود، رسوبات آبرفتی کواترنر و پادگانه‌های کهن و جوان را به روشنی بریده‌است. احتمال می‌رود زمین‌لرزه‌های ۱۹ دسامبر ۱۹۸۰ و ۲۲ دسامبر ۱۹۸۰ در سلفچگان به سبب جنبش گسل ایندس باشد.